# Ла Баранка, Колонија Франсиско Ромеро (Венустијано Каранза)
Ла Баранка, Колонија Франсиско Ромеро (шп. La Barranca, Colonia Francisco Romero) насеље је у Мексику у савезној држави Мичоакан у општини Венустијано Каранза. Насеље се налази на надморској висини од 1526 м.

## Становништво
Према подацима из 2010. године у насељу су живела 3 становника.

### Хронологија
| Година       | 2000      | 2005      | 2010 |
| ------------ | --------- | --------- | ---- |
| Становништво | 9 (5 / 4) | 9 (5 / 4) | 3    |

### Попис
| # | Индикатор                     | Вредност |
| - | ----------------------------- | -------- |
| 1 | Укупно домаћинстава           | 6        |
| 2 | Укупно насељених домаћинстава | 2        |
| 3 | Величина локације             | 1        |